# Джонсон, Вики
Вики Аннетт Джонсон (англ. Vickie Annette Johnson; род. 15 апреля 1972 года, Кушатта, Луизиана) — американская профессиональная баскетболистка, выступала в женской национальной баскетбольной ассоциации. Была выбрана на драфте ВНБА 1997 года на 2-м этапе элитного раунда под общим 12-м номером командой «Нью-Йорк Либерти». Играла в амплуа атакующего защитника и лёгкого форварда. По окончании своей карьеры вошла в тренерский штаб Дэна Хьюза, а после его отставки работала главным тренером «Сан-Антонио Старз». В настоящее время является ассистентом главного тренера команды «Атланта Дрим».

## Ранние годы
Вики Джонсон родилась 15 апреля 1972 года в городе Кушатта (штат Луизиана), дочь Сьюзи Джонсон, а училась там же в одноимённой средней школе, в которой выступала за местную баскетбольную команду.